# Винко Зевник
Винко Зевник — Виктор Железник (Праше, код Крања, 28. јул 1914 — Ледине, код Идрије, 28. октобар 1943), учесник Народноослободилачке борбе и народни херој Југославије.

## Биографија
Рођен је 28. јула 1914. године у селу Праше, код Крања. Његова мајка Маријана је била сиромашна и радила је код имућнијих сељака, а Винка је родила ванбрачно. Због тадашњих прилика, патријахалне и религиозне средине, она је након порођаја напустила село и прешла да живи у Крањ, где се запослила у фабрици. Винка су од малих ногу чували и васпитавали фабрички радници. Основну школу је завршио у селу Мавчиче, а након тога је радио као чобанин код имућнијих сељака.
Када је одрастао, Винко је радио као слуга код имућнијих сељака, а након одслужења војног рока прихватао се сваког посла — радио је на грађевинама, куповао стоку за месаре, гонио је стоку на сајмове или шверцовао преко границе у Италију. Радио је и као чувар ловишта и др. Пред почетак Другог светског рата, 1941. године је живео у селу Железники, код Крања.
Након Априлског рата и окупације Југославије, највећи део Словеније је био припојен Трећем рајху, након чега је отпочео отворени прогон словеначког становништва и њихово исељавање за Србију. Винко је био је међу првима који је као „опасан за јавни мир и поредак”, јуна 1941. године био депортован у Ужичку Пожегу. Након доласка у нову средину, како би се прехранио почео је да ради код имућнијих сељака у селу Добраче, код Ариља.
Када је почетком јула 1941. године у Србији избио устанак против окупатора, Винко се међу првима прикључио устаничким јединицама и постао борац Ариљске чете Ужичког партизанског одреда „Димитрије Туцовић”. Заједно са овом четом учествовао је у многим борбама током првих устаничких дана, а када је 5. новембра 1941. године у ослобођеном Ужицу била формирана Словеначка партизанска чета постао је њен борац.
Са Словеначком четом је учествовао у борбама у првим данима Прве непријатељске офанзиве, а посебно се истакао у борби против четника Драже Михаиловића, који су иза леђа напали партизане код села Прањани. У овој акцији је сам заробио седморицу четника. Као храбар и истакнути борац, који се првих устаничких дана прикључио устанку, Винко је новембра 1941. године био примљен у чланство Комунистичке партије Југославије (КПЈ). Приликом пријема у КПЈ, Винко је плашећи се да због своје прошлости не би имао неприлика, своје званично име изнео као Виктор Железник. Виктор је био његов партизански надимак, а презиме Железник је узео по имену села у коме је живео пред почетак рата. Под овим именом је био унет у све спискове. Под овим именом је био и предложен за народног хероја, а када је 1951. године био проглешен херојем, био је проглашен под овим именом. Након три године трагања, 1954. године, Историјски архив Централног комитета Савеза комуниста Словеније је утврдио да је Виктор Железник у ствари Винко Зевник.
Винко је заједно са Словеначком партизанском четом, у којој је био водник, учествовао у свим борбама током Прве непријатељске офанзиве, а потом се са главнином партизанских снага повукао у Санџак, где је потом учествовао у борбама у Санџаку и источној Босни. Када је 21. децембра 1941. године формирана Прва пролетерска ударна бригада постао је њен борац и с њом учествовао у борбама током Друге непријатељске офанзиве, јануара и фебруара 1942. године. Након офанзиве сви борци Словенци из некадашње Словеначке чете су били укључени у Пратећу чету Врховног штаба НОПОЈ. Винко је тада на сопствену молбу био пребачен у Другу пролетерску ударну бригаду, у њен Први ужички батаљон, где се поново нашао са својим друговима из Ариљске партизанске чете.
У Другој пролетерској бригади остао је до јуна 1942. године. Тада је у Врховни штаб НОПОЈ стигла прва група словеначких партизана, с којом је приликом њеног повратка у Словенију, кренула и група прогнаних Словенаца, из некадашње Словеначке партизанске чете. Винко је био међу овим борцима који су пошли у Словенију. Августа 1942. године ова група је стигла у Словенију, где је Винко био укључен у Прву словеначку ударну бригаду. Крајем 1942. године био је прекомандован у пратњу Главног штаба НОВ и ПО Словеније.
Јануара 1943. године група руководилаца НОП Словеније и КП Словеније је пошла у Босну, како би Врховном штабу и ЦК КП Југославије реферисала о војно-политичкој ситуацији у Словенији, пошто због непријатељске офанзиве, словеначка делегација није могла новембра 1942. године да дође у Бихаћ и учествује на Првом заседању АВНОЈ-а. На овом путу, у селу Бакрц, код Амбруса група руководилаца и њихова пратња су упали у заседу словеначке Беле гарде. Група се под борбом извукла из села, а када се окупила примећено је да нема торбе са важним документима. Винко се тада добровољно јавио да се врати у село по торбу. Припадници Беле гарде су га дочекали јаком ватром, па се морао вратити. Хтео је поново да покуша да се врати у село, али је у међувремену торба с документима пронађена код једног партизана који се одвојио од групе.
У лето 1943. године, Винко је с групом изабраних бораца отишао у Горњеску, са задатком да својим искуством помогне у организацији бригаде. У селу Лучина, код Горење Васи Винко је са двојицом другова напао немачку моторизовану патралу, након чега је заробио њено оружје и опрему. Нешто касније поново је био одређен за пратњу руководиоца, односно чланова Покрајинског комитета КПС за Горењску. Једном приликом двојица чланова овог руководства су упала у немачку заседу, па је Винко зашао иза леђа ове заседе и засуо је ватром, што су двојица другова искористила и побегла из заседе.
На предлог секретара ЦК КП Словније Франца Лескошека Луке, Винко је септембра 1943. године био прекомандован у тада формирану Шеснаесту словеначку бригаду, у којој је био најпре командир чете, а затим командант Трећег батаљона. У борби у селу Ледине, код Идрије 28. октобра 1943. године био је тешко рањен од стране минобацачке гранате и умро је на путу за партизанску болницу.
Указом Президијума Народне скупштине ФНР Југославије, 20. децембра 1951. године, проглашен је за народног хероја.